# Pandane no tamago hime
Pandane to tamago hime (パン種とタマゴ姫?   lit. El Señor Masa y la Princesa Huevo) es un corto animado japonés de fantasía que Hayao Miyazaki realizó para el Museo Ghibli. Se estrenó en el museo el 20 de noviembre de 2010. Miyazaki concibió la idea para la película tras observar la pintura La cosecha de Pieter Brueghel.
Pandane to tamago hime trata sobre la historia de una pequeña niña con forma de huevo que se ve forzada a servir a la malvada bruja Baba Yaga. Pero un pegote de masa cobra vida, se hacen amigos y ambos escapan de la casa de la bruja sita en un molino en un acantilado y se marchan a ver mundo.